# 南宽坪镇
南宽坪镇，是中华人民共和国陕西省商洛市山阳县下辖的一个乡镇级行政单位。

## 行政区划
南宽坪镇下辖以下地区：
下坪村、甘沟村、李家湾村、施家湾村、张家湾村、上坪村、窑沟口村、山南村、河口村、下锅厂村、天桥村、洞沟村、东台村、存子沟村、万佛山村、沙坪村、湖坪村和老林村。